# Kwacha zambiano
Il Kwacha zambiano è la valuta dello Zambia dal 1968. Il codice ISO 4217 è ZMW ed è divisa in 100 ngwee.
Il nome deriva dalla parola Nyanja e/o Bemba che significa alba e che allude allo slogan nazionalista zambiano di nuova alba di libertà. Il nome della frazione (ngwee) in Nyanja significa "chiaro".

## Storia
Il 1968 il kwacha sostituì la sterlina con un cambio di 2 kwacha = 1 sterlina (10 shilling = 1 kwacha). La valuta ha subito un'alta inflazione. Nel 1968 il kwacha era valutato 1,2 dollari U.S.A. ma nel 2006 il dollaro valeva 3000 kwacha.

## Monete
Nel 1968 furono introdotte monete in bronzo da 1 e 2 ngwee ed in cupro-nichel da 5, 10 e 20 ngwee, seguite da quella da 50 ngwee nel 1969. Nel 1982 l'acciaio rivestito da rame sostituì il bronzo. Le monete da 1 e 2 ngwee furono coniate fino al 1983, la produzione di quelle da 5 e 10 ngwee ebbe termine nel 1987 e quella della moneta da 20 ngwee nel 1988. La moneta in nichel-ottone da 1 kwacha fu introdotta nel 1989. Nel 1992 iniziò una nuova monetazione costituita da monete d'acciaio rivestito da nickel da 25 and 50 ngwee e in ottone da 1, 5 e 10 kwacha.
Tutte queste monete hanno ancora corso legale. Tuttavia a causa della diminuzione del loro valore, dovuto all'inflazione, non sono nella circolazione reale e sono esclusivamente vendute come souvenir per i turisti.

## Banconote
Fino al 1991 tutte le banconote dello Zambia mostravano al fronte il ritratto del presidente Kenneth Kaunda. Dal 1992 tutte le banconote hanno invece l'aquila pescatrice al fronte e dal 1989 al verso è rappresentata la statua della libertà di Lusaka che rompe le catene, come simbolo della libertà.
Nel 1968 la Bank of Zambia introdusse banconote da 50 ngwee e da 1, 2, 10 e 20 kwacha. La banconota da 5 kwacha fu introdotta nel 1973, lo stesso anno in cui quella da 50 ngwee fu emessa per l'ultima volta. La banconota da 50 kwacha fu introdotta nel 1986, e quella da 1 kwacha fu sostituita da una moneta nel 1988. Le banconote da 100 e 500 kwacha furono introdotte nel 1991, seguite da quelle da 1000, 5000 e 10.000 kwacha nel 1992, quando le banconote da 5 e 10 kwacha furono sostituite da monete e quella da 2 kwacha non fu più emessa. Nel 2003 sono state introdotte le banconote da 20.000 e 50.000 kwacha.
| Denominazione | Date      |
| ------------- | --------- |
| 50 ngwee      | 1968-1973 |
| 1 kwacha      | 1968-1988 |
| 2 kwacha      | 1968-1989 |
| 5 kwacha      | 1973-1989 |
| 10 kwacha     | 1968-1991 |
| 20 kwacha     | 1968-1992 |
| 50 kwacha     | 1986-     |
| 100 kwacha    | 1991-     |
| 500 kwacha    | 1991-     |
| 1000 kwacha   | 1992-     |
| 5000 kwacha   | 1992-     |
| 10.000 kwacha | 1992-     |
| 20.000 kwacha | 2003-     |
| 50.000 kwacha | 2003-     |

Nel 2003 lo Zambia è stato il primo paese africano a stampare banconote su polimeri.

Il 26 settembre 2003 sono state emesse due banconote su polimeri dal valore di 500 e 1000 Kwacha. Le banconote zambiane sono state stampate in Canada dalla Canadian Bank Note Company.
Anche se la banconota da 20 kwacha è ancora in circolazione, è così rara che la maggior parte dei negozi al dettaglio arrotondano il prezzo ai 50 kwacha più vicini.

## Rivalutazione
Nel gennaio 2013 il kwacha viene rivalutato. 1000 kwacha vecchi valgono 1 kwacha nuovo.